# 北歐折路戲

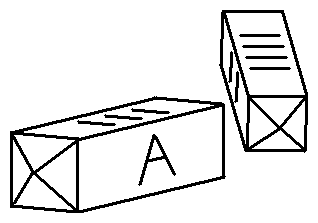
北歐折路戲使用的四面骰

北歐折路戲（Daldøs），是斯堪地納維亞流傳的擲鬥遊戲，最早文獻約為西元1800年，與阿拉伯折路戲有關。

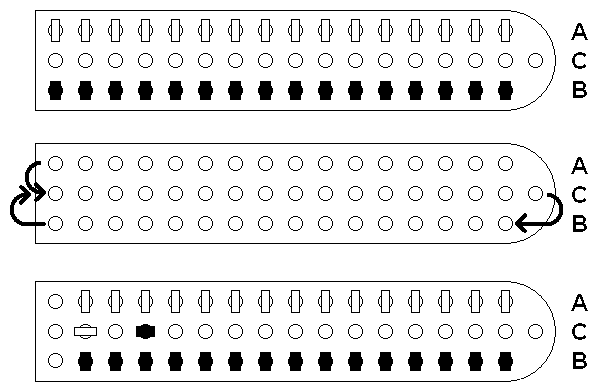
兩方的行棋路徑

## 棋具
- 棋盤通常為橫三縱十六的孔洞棋盤，但中間行再多一洞，共四十九棋格。
- 每方十六枚棋子。
- 擲具為四面骰。

## 規則
- 初始佈置為雙方棋子置於最近己方的一行。

- 每回合擲骰子，然後移動一枚己棋。一方環繞方向為順時鐘，另一方為逆時鐘，移動範圍僅限己方底行與中間行之間環繞。其步數須等於擲骰點數。棋子能穿過敵棋，但不能穿過己棋，至空格、或只有一枚敵棋的棋格。至只有一枚敵棋的棋格時，將該敵棋移除遊戲。
- 無法行棋時須放棄移動。
- 以消滅所有敵棋為勝。